# КАМАЗ-49256
КАМАЗ 49256 — спортивный грузовой автомобиль высокой проходимости, разработанный и построенный раллийной командой «КАМАЗ-мастер» для участия в международных соревнованиях по ралли-рейдам ".
Использовался в гонках в период с 2001 по 2002 годы. Имел характерную скошенную форму жёсткого тента кузова, благодаря которой снижалось аэродинамическое сопротивление на автомобиль. В дальнейшем такая форма кузова была запрещена Международной автомобильной федерацией (FIA) для установки на грузовые автомобили, участвующие в соревнованиях по ралли.

## История
После того, как FIA ввела запрет на участие в ралли автомобилей со среднемоторной компоновкой, команда «КАМАЗ-мастер» во второй половине 2001 года приступила к разработке своего нового гоночного грузовика — со стандартным (под кабиной) расположением двигателя. В качестве силового агрегата команда использовала хорошо зарекомендовавший себя в гонках 840-сильный ярославский мотор ЯМЗ 7Э846.
В ходе всесторонних испытаний нового автомобиля, проведённых на полигоне «Тарловка», расположенного близ Набережных Челнов, были выявлены его слабые стороны. В частности: из-за переднего расположения двигателя постоянно выходил из строя передний мост прежней конструкции (предназначенный для среднемоторных машин), получавший теперь при скоростной езде дополнительные динамические нагрузки. По итогам испытаний в конструкцию переднего моста были внесены коррективы: был установлен более мощный подшипник шкворневого узла, шаровая опора поворотного кулака была усилена дополнительным кольцом.
Работы по доводке автомобиля продолжалась вплоть до отъезда команды «КАМАЗ-мастер» на ралли-марафон «Аррас-Мадрид-Дакар 2002». Несмотря на то, что от начала работ по созданию новой машины до старта этого ралли прошло всего около полугода, команде всё же удалось построить надёжный и конкурентный автомобиль, на котором экипаж Владимира Чагина и одержал победу в грузовом зачёте на этом престижном ралли-марафоне.
Эта победа не стала для нового автомобиля единственной. В течение 2002 года на автомобиле «КАМАЗ 49256» экипажами команды «КАМАЗ-мастер» был одержан ещё ряд побед. В частности — они стали первыми на ралли «Оптик Тунис 2000», «Мастер Ралли» и «Дезерт Челлендж».